# Oskar Kraus
Oskar Kraus (24. červenec 1872 Praha – 26. září 1942 Londýn) byl český filozof, představitel brentanovské filozofie.

## Životopis
Narodil se v židovské rodině v Praze, v průběhu života konvertoval k protestantismu. Vystudoval na pražské univerzitě práva a filozofii. Na filozofické fakultě ho ovlivnil významný švýcarský filozof Anton Marty, který v té době v Praze učil. Marty byl brentanovec a k filozofii Franze Brentana přivedl i Krause. Roku 1895 získal z filozofie doktorát, roku 1902 se habilitoval, v roce 1909 byl jmenován mimořádným a konečně v roce 1916 řádným profesorem filozofie na pražské německé univerzitě. V roce 1932 se stal předsedou nově založené Brentanovy společnosti v Praze a ředitelem pražského Brentanova archivu. Byl editorem jedenáctisvazkových Brentanových sebraných spisů (1922–1935), podobně editoval spisy svého učitele Martyho. Ve svém snažení měl finanční podporu Tomáše Garrigua Masaryka, jehož Brentano kdysi ve Vídni také velmi ovlivnil. V roce 1935 rovněž vstoupil do Pražského filozofického kroužku, jehož členem byl mj. Jan Patočka, ačkoli kroužek byl spíše fenomenologickým a Kraus si od fenomenologie držel jistý odstup. Po okupaci českých zemí v roce 1939 byl zavlečen do koncentračního tábora, ale po šesti týdnech se podařilo vyjednat jeho propuštění a Kraus následně emigroval do Británie, kde mj. vedl Giffordovy přednášky v roce 1941 na Univerzitě v Edinburghu.
Jeho hlavním zájmem filozofickým bylo rozvíjet Brantanovo dílo, zejména uvádět Brentanovy názory psychologické a axiologické do filozofie práva a ekonomie. To ho sblížilo mj. s anglickým utilitarismem Jeremy Benthama. Oponoval naopak zvláště Martinu Heideggerovi, Marxově pojetí hodnoty a po roce 1925 také Einsteinově teorii relativity, čistě z filozofických pozic. Einsteinovu práci označoval za "matematickou fikci". V právní teorii odmítal pozitivismus a historismus. Pro české země je významná jeho historicko-filozofická práce Německá filosofie v Čechách 1839–1934, kde uvažuje o dějinách českého filozofického myšlení, které bylo podle něj osudově určeno absencí "pokantovské spekulace".